# Luigi

Het embleem van Luigi.

Luigi (Japans: ルイージ/Ruīji) is een videospelpersonage gemaakt door Nintendo's game-ontwerper Shigeru Miyamoto. Hij is de jongere en langere broer van Mario, en draagt een groen uniform en een groen petje met de letter "L" erop. Hij helpt Mario vaak met opdrachten en heeft dezelfde vijand: de kwade Bowser.
Luigi maakte zijn debuut in het spel Mario Bros. en later verscheen hij ook in Super Mario Bros., Super Mario Bros. 2, Super Mario Bros. 3 en Super Mario World. De eerste keer dat Luigi Mario moest redden was in het spel Mario is Missing!.
Luigi komt ook voor in de serie van Mario Party. Hij heeft ook eigen spellen, genaamd Luigi's Mansion. 
Het spel kreeg in 2013 een vervolg op de Nintendo 3DS, genaamd Luigi's Mansion: Dark Moon. Later kwam voor de Wii U ook New Super Luigi U uit, de 'Luigi'-versie van New Super Mario Bros. U. Deze games, samen met Mario & Luigi: Dream Team  waren onderdeel van het zogenaamde "Jaar van Luigi", om het dertigjarige bestaan van Luigi te vieren. In 2019 kwam op de Nintendo Switch de derde game in de Luigi's Mansion-serie uit, namelijk Luigi's Mansion 3.
In Super Mario Maker 2 helpt hij in de verhaalmodus als een speler meerdere keren in een level doodgaat door de speler extra leveldelen te geven. Hij is ook een speelbaar personage in de game.
In het spel Super Princess Peach wordt hij samen met Mario en Toad ontvoerd door Bowser.
In Super Smash Bros. Brawl wordt het geïmpliceerd dat zijn Final Smash, de "Negative Zone", stamt vanuit negatieve gevoelens dat hij altijd overschaduwd wordt door Mario. In Subspace Emissary, de verhaalmodus, is hij een van de weinige vechters die dankzij King Dedede uit zijn standbeeldvorm wordt geholpen. Samen met Ness en Dedede gaat hij verder Subspace in om alle vechters te redden en Master Hand en Taboo te verslaan.
Net zoals Mario heeft Luigi ook een jongere versie, Baby Luigi. Luigi's complete antithese en aartsrivaal is Waluigi.
Voor de film The Super Mario Bros. Movie uit 2023, werd Luigi's stem ingesproken door Charlie Day. De Nederlandse stem werd ingesproken door Thijs van Aken en de Vlaamse stem door Geerard Van de Walle.

## Personaliteit
Luigi had een tijdje geen onderscheidend karakter van Mario. In de animatieseries van de Mario-games, met name The Super Mario Bros. Super Show! begon hij als bangerik afgebeeld te worden. Sinds de originele Luigi's Mansion hebben de games dit overgenomen. Luigi is het tegenovergestelde van Mario: Mario is dapper, beroemd en energiek. Luigi is bang, wordt vaak genegeerd of beledigd (hoewel dat in de afgelopen jaren steeds minder is geworden) en wordt soms ook als lui afgebeeld.
Veel mensen vinden Luigi daarom juist interessant, en in de Luigi's Mansion serie gaat Luigi ondanks zijn grote angst tegen legers van spoken om zijn broer Mario te redden. Ook wordt in Mario and Luigi: Dream Team onthuld dat Luigi zich vaak zorgen maakt om Mario, en hem graag wil helpen.

## Alter ego's
In een aflevering van de Super Mario Bros Super Show werd de held Zero gevangengenomen. Zonder deze held durfden de bewoners van 'El dessert' het niet op te nemen tegen 'King Koopa'. Mario verkleedde zich als Zero en Luigi werd Zero plus one.
In Super Paper Mario werd Luigi gehersenspoeld en werd hij Mr.L, bijgenaamd 'the green thunder'. Als Mr.L gebruikt hij een robot genaamd 'Bro-bot'.

## Bijnamen
In Paper Mario wordt hij Air Luigi genoemd door Koopa Koot.
In Paper Mario: The Thousand-Year Door denkt de detective Pennington van Hoofdstuk 6 dat Mario Luigi is. Pas aan het einde van het verhaal blijkt hij zich dit te beseffen.
In de Mario & Luigi-serie wordt hij meestal Green 'Stache genoemd door Bowser omdat Bowser zijn naam niet kan onthouden.